# Mörbisch am See
Mörbisch am See (węg. Fertőmeggyes, burg.-chor. Merbiš) – gmina w Austrii, w kraju związkowym Burgenland, w powiecie Eisenstadt-Umgebung. Liczy 2,3 tys. mieszkańców (1 stycznia 2014).